# Ankobra FM
Ankobra FM — приватна радіостанція в Гані.
Радіостанція розташовується в місті Аксім, що в західному регіоні Гани. Її заснував Коджо Армах.